# NGC 3877
NGC 3877 ist eine Spiralgalaxie mit ausgedehnten Sternentstehungsgebieten vom Hubble-Typ Sc im Sternbild Großer Bär. Sie ist schätzungsweise 42 Millionen Lichtjahre von der Milchstraße entfernt und hat einen Durchmesser von etwa 65.000 Lj.
NGC 3877 ist ein Mitglied der M109-Gruppe, einer Galaxiengruppe mit vermutlich über 50 Galaxien.
In dieser Galaxie wurde im Jahr 1998 die Typ IIn-Supernova beobachtet, die mit SN 1998S bezeichnet wurde.
Das Objekt wurde am 5. Februar 1788 von dem Astronomen William Herschel entdeckt.